# 禾度嶺站
禾度嶺站（法語：Station Côte-Vertu） 是蒙特利爾地鐵橙綫（2號綫）的西部終點站，位於加拿大魁北克省蒙特利爾市聖洛朗區。自该站在1986年11月3日開幕以來，该站一直作為2號線的西部終點站，以代替在當天前作為終點站的學院站。
该站地面的公共運輸交匯處有多條由蒙特利爾交通局和拉華爾市交通局營運的巴士路線停經。

## 車站結構
禾度嶺站為地底車站，設有側式月台。
車站由  及  兩間建築師樓設計，站內置兩組藝術品：一套兩個由  設計的壁畫雕塑作品  以及巴士總站內由  的壁畫作品《都市人》（L'Homo urbanus）。

### 車站出口
禾度嶺站設有 3 個出入口。
- 禾度嶺北出口（Sortie Côte-Vertu Nord）：位於禾度嶺大道西 1515 號
- 禾度嶺南出口（Sortie Côte-Vertu Sud）：位於禾度嶺大道西 1510 號
- 奕德華‧洛亨出口（Sortie Edouard-Laurin）：位於奕德華‧洛亨街（rue Edouard-Laurin）1515 號

## 鄰接車站
禾度嶺站是2號線的總站，乘客可在此乘搭列車前往蒙特利爾西區及市中心各站。

## 利用狀況
由於2號線尚未延至法蘭林以至拉維爾地區，有不少的乘客也在本站轉乘巴士前往其他地區。此外，此站位於聖洛康區的市中心（接近迪卡里大道），又有北門廣場購物中心，故本站人流不少。

## 接駁交通
參見：英文維基百科的巴士路線資料
位于该站旁边的大都會交通局（AMT）的禾度嶺公共交通交汇处提供蒙特利爾交通局，拉华尔交通局（STL）和CIT Presqu 'Île 的巴士服务。以下本站巴士路线：
```
 蒙特利尔交通局
 普通线路（部分仅与繁忙时间或工作日行驶）
 17 Décarie
 64 Grenet
 70 Bois-Franc (明珠小区)
 72 Alfred-Nobel
 121 Sauvé/Côte-Vertu
 128 Ville Saint-Laurent
 171 Henrri-Bourassa
 174 Côte-Vertu Ouest
 177 Thimens
 196 Parc-Industriel-Lachine
 213 Parc-Industriel-Saint-Laurent
 215 Henri-Bourassa
 216 Transcanadienne
 225 Hymus
 快速线路
 468 Express Pierrefons/Gouin
 470 Express Pierrefonds
 475 Express DDO
 夜晚及凌晨线路
 368 Mont-Royal
 371 Décarie
 378 Sauvé/Côte-Vertu/Montreal-Trudeau
 380 Henri-Bourassa
 382 Pierrefonds/Saint-Charles
```

```
 拉华尔交通局与CIT的巴士站位于南出口
 拉华尔交通局
 144 Chomedey
 151 Sainte-Rose
 902 Le Carrefour
```

```
 CIT

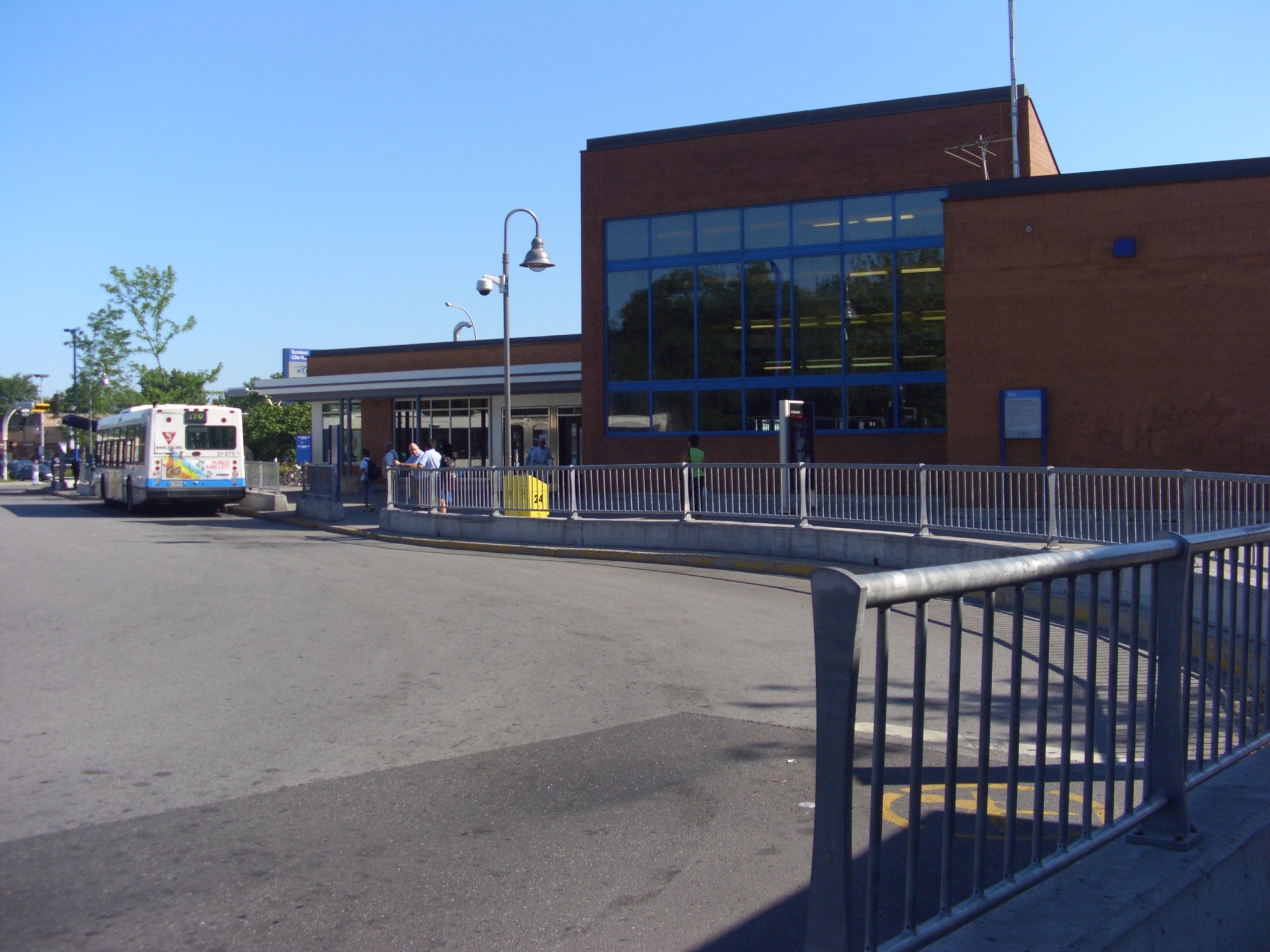
禾度嶺總站

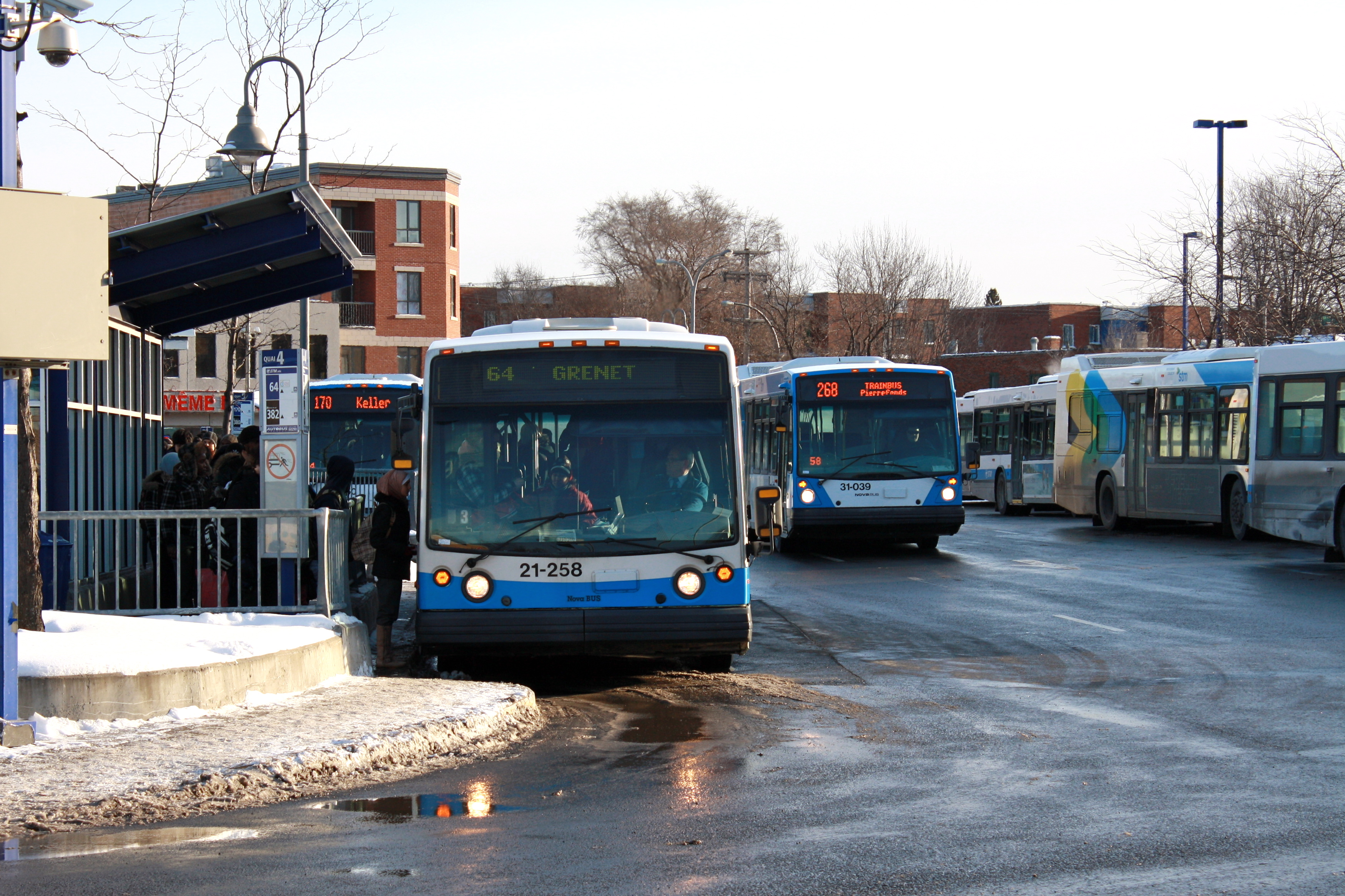
禾度嶺公共交通交汇处

 40 Express Vaudreuil – Terminus Côte-Vertu
```

## 歷史
禾度嶺站於1986年11月3日隨橙綫由學院站延長至此而開通。禾度嶺站站名取自車站位處之禾度嶺大道，而大道所途徑的地區從1700年，便以美德聖母（Notre-Dame-de-Vertu、 或 ）命名，久而久之地名簡化為禾度嶺（Côte-Vertu），大道以至車站皆以此為名。
该站原本只作為在2號線伸延至法蘭林通勤列車站前的臨時總站，但後來計劃擱置，因此该站便一直作為終點站超過30年，禾度嶺與法蘭林之間地區之居民需乘搭巴士往返該站轉車。因該站原先設計並非作終點站之用，此站通道設計較為窄小，未能有效疏散繁忙時間每兩分鐘一班抵站列車帶來之人流。

## 外部連結
- （法文）（英文）蒙特利爾交通局：禾度嶺站 （页面存档备份，存于）（英文） （页面存档备份，存于）
- （法文）（英文）：禾度嶺站 （页面存档备份，存于）（英文） （页面存档备份，存于），含有禾度嶺站的資訊、歷史、車站結構與藝術品資料。